# Swetlana Anatoljewna Mustafina
Swetlana Anatoljewna Mustafina (russisch Светлана Анатольевна Мустафина; * 8. April 1967 in Tatischtschewo) ist eine sowjetische bzw. russische Mathematikerin und Hochschullehrerin.

## Leben
Mustafina studierte an der Baschkirischen Staatlichen Universität in Ufa mit Abschluss 1989 und arbeitete dann dort bis 1990.
Ab 1993 lehrte Mustafina am Sterlitamaker Pädagogik-Institut (ab 2004 Sterlitamaker Staatliche Biischewa-Pädagogik-Akademie, ab 2012 Sterlitamaker Filiale der Baschkirischen Staatlichen Universität). Sie verteidigte 1994 an der Baschkirischen Universität ihre Dissertation über die Empfindlichkeit des  optimalen Temperaturbereichs der Variation kinetischer Parameter mit Erfolg für  die Promotion zur Kandidatin der physikalisch-mathematischen Wissenschaften.
Mustafinas Forschungsschwerpunkt wurde die Modellierung und Simulation chemischer Prozesse. Ihre Entwicklungen wurden in der chemischen Industrie angewendet. Sie verteidigte 2007 in Moskau an der Militärakademie für Ingenieure der Luftstreitkräfte „Prof. N. J. Schukowski“ ihre Doktor-Dissertation über die mathematische Behandlung und Programmierung der Modellierung katalytischer Prozesse mit Erfolg für die Promotion zur Doktorin der physikalisch-mathematischen Wissenschaften. Darauf wurde sie 2008 Leiterin des Lehrstuhls für Informatik und Mathematik der Sterlitamaker Staatlichen Biischewa-Pädagogik-Akademie, der 2009 der Lehrstuhl für mathematische Modellierung wurde. 2011 wurde sie Dekanin der Physik-Mathematik-Fakultät.